# 215044 Joãoalves
215044 Joãoalves è un asteroide della fascia principale. Scoperto nel 2009, presenta un'orbita caratterizzata da un semiasse maggiore pari a 2,4210438 UA e da un'eccentricità di 0,1369925, inclinata di 0,88066° rispetto all'eclittica.